# A Midsummer Holiday and Other Poems

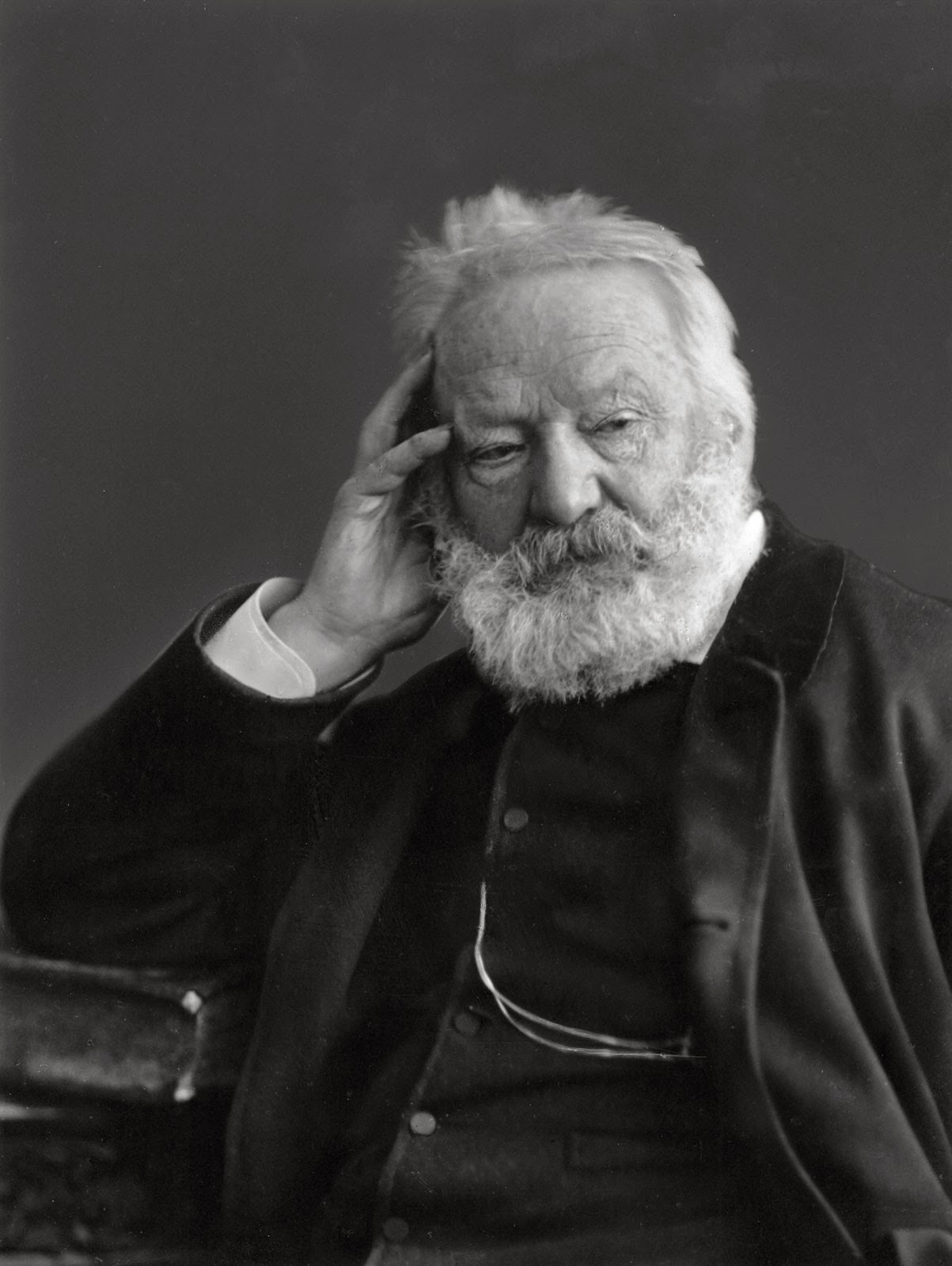
Wiktor Hugo

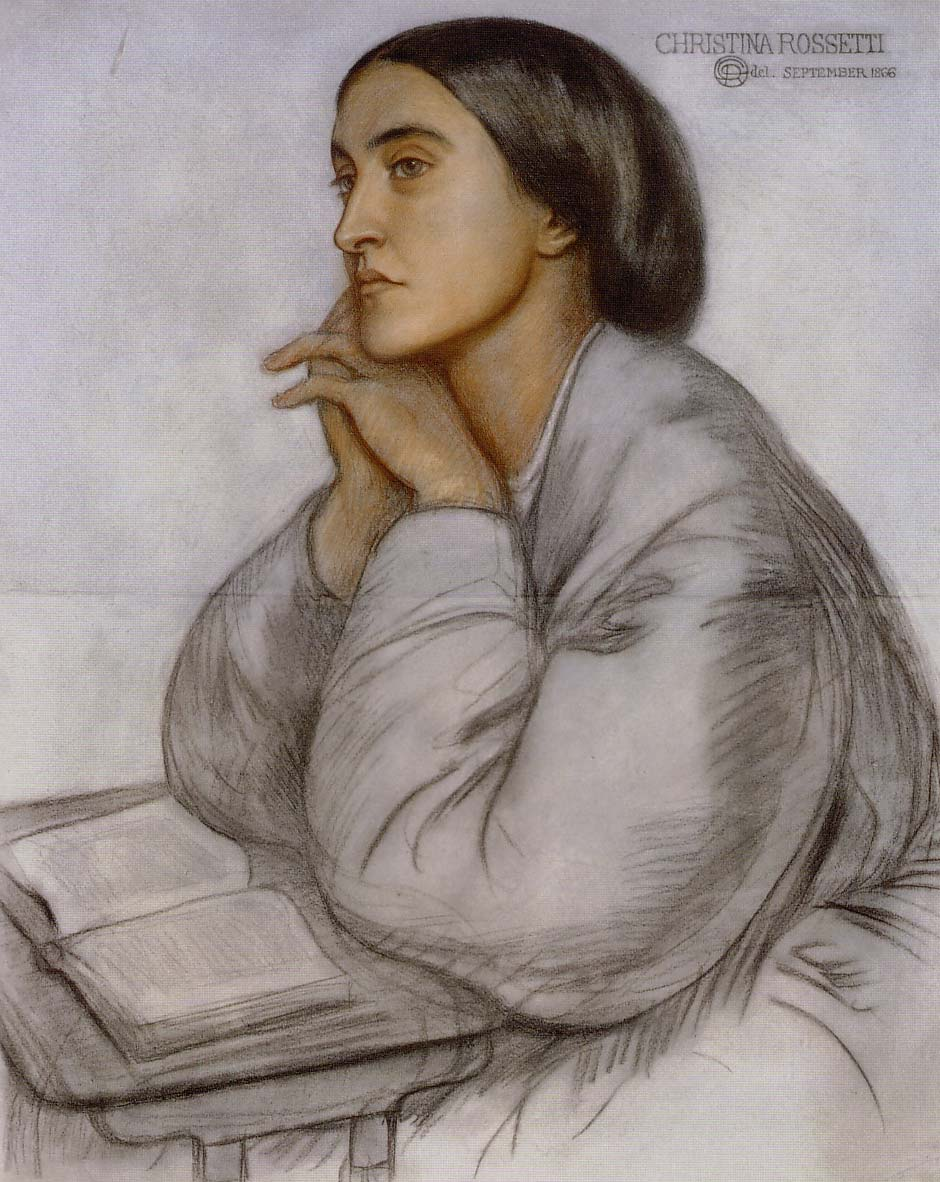
Dante Gabriel Rossetti, Portret siostry, Christiny Rossetti

A Midsummer Holiday and Other Poems – tomik wierszy angielskiego poety i dramaturga Algernona Charlesa Swinburne’a, opublikowany w 1884 nakładem oficyny Chatto & Windus. Tomik zawiera tytułowy, dziewięcioczęściowy cykl A Midsummer Holiday, utwory A New Year-Ode, Lines on the Monument of Giuseppe Mazzini, A Ballad of Sark i kilkanaście innych wierszy. Swinburne stosuje typową dla niego aliterację: All forces of light and of life and the live world's pride. Sands hardly ruffled of ripples that hardly roll (A Midsummer Holiday); One sole rock which years that scathe not score/Stands a sea-mark in the tides of time. (A Midsummer Holiday); Arch on arch unbuilt in building, reared and ruined ray by ray,/Breaks and brightens, laughs and lessens, even till eyes may hardly bear (A Midsummer Holiday). Wiersz A New-Year Ode został dedykowany Wiktorowi Hugo, którego Swinburne uważał za swojego mistrza. Natomiast utwór A Ballad of Appeal, realizujący model średniowiecznej ballady francuskiej (willonowskiej), jest poświęcony poetce Christinie Rossetti, siostrze malarza i poety Dantego Gabriela Rossettiego.